# Tierversicherung
Eine Tierversicherung ist ein Versicherungsverhältnis, das in der Gewährung von Versicherungsschutz für bestimmte Schadensereignisse zulasten von Tierhaltern für Haustiere besteht. Davon abzugrenzen ist die Viehversicherung für Nutztiere.
Zu den Tierversicherungen zählen die Tierhalterhaftpflichtversicherung, die Tierkrankenversicherung und die Tierhalter-Rechtsschutzversicherung sowie die Entschädigungsleistungen aus der Tierseuchenkasse nach § 20 TierGesG. 

## Tierhalterhaftpflicht
Die Tierhalterhaftpflichtversicherung schützt Tierhalter bei Haftungsansprüchen Dritter, falls ihr Haustier Personenschäden oder Sachschäden anrichtet (§ 833 BGB). Bei Kleintieren wie Katzen oder Kaninchen ist in den meisten Fällen keine gesonderte Tierhalterhaftpflichtversicherung nötig. Eventuelle Schäden sind über eine private Haftpflichtversicherung abgedeckt. 
Für Hunde und Pferde gibt es eigene Tierhalterhaftpflichtversicherungen. In den Bundesländern Berlin, Hamburg, Niedersachsen, Sachsen-Anhalt, Schleswig-Holstein und Thüringen ist die Hundehaftpflicht vorgeschrieben.

## Tierkrankenversicherung
Tierkrankenversicherungen sind freiwillige Versicherungen. Abhängig von der jeweiligen Police genießen, Hunde, Katzen und Pferde Versicherungsschutz im Krankheitsfall, bei Unfällen oder anstehenden Operationen. Entwickelt wurde die Tierkrankenversicherung 1924 in Schweden für Hunde und wurde 1982 in den USA sowie 1984 durch die Uelzener Versicherungen in Deutschland eingeführt.

## Tierhalter Rechtsschutzversicherung
Tierhalter-Rechtsschutzversicherungen greifen bei rechtlichen Auseinandersetzungen, in denen der Tierhalter juristischen Beistand benötigt. 

## Landwirtschaftliche Ertragsschadenversicherung
Müssen von einer Tierseuche befallene Nutztiere wie Pferde, Rinder, Schafe, Schweine, Ziegen oder Geflügel aufgrund behördlicher Anordnung getötet werden (Keulung), wird der Besitzer für den Tierverlust aus der Tierseuchenkasse entschädigt (§§ 15 ff. Tiergesundheitsgesetz). Der Entschädigung wird der gemeine Wert des Tieres zu Grunde gelegt. Sie darf bestimmte Höchstsätze je Tier nicht überschreiten (§ 16 TierGesG). Der Ertrag des Tieres und mögliche Schadenfolgekosten können über eine zusätzliche Ertragsschadenversicherung abgesichert werden, außerdem die im Gesetz nicht erfassten Verluste, etwa durch Brand, Unfall oder Diebstahl.